# Antispila
Antispila  är ett släkte av fjärilar som beskrevs av Jacob Hübner 1825. Antispila ingår i familjen hålmalar, Heliozelidae. 

## Dottertaxa tillAntispila, i alfabetisk ordning[1][2]
- Antispila ampelopsia
- Antispila ampelopsisella
- Antispila anna
- Antispila argentifera
- Antispila argostoma
- Antispila argyrozona
- Antispila aristarcha
- Antispila aurirubra
- Antispila chlorosema
- Antispila corniella
- Antispila cyclosema
- Antispila eugeniella
- Antispila freemani
- Antispila grimmella
- Antispila hikosana
- Antispila hydrangifoliella
- Antispila inouei
- Antispila isabella
- Antispila isorrhythma
- Antispila iviella
- Antispila jurinella
- Antispila major
- Antispila merinaella
- Antispila mesogramma
- Antispila metallella, Större kornellmal
- Antispila micrarcha
- Antispila nolckeni
- Antispila nyssaefoliella
- Antispila orbiculella
- Antispila orthodelta
- Antispila pariodelta
- Antispila pentalitha
- Antispila petryi, Mindre kornellmal
- Antispila pfeifferella
- Antispila postscripta
- Antispila praecincta
- Antispila purplella
- Antispila rivillei
- Antispila salutans
- Antispila selastis
- Antispila stachjanella
- Antispila tateshinensis
- Antispila trypherantis
- Antispila uenoi
- Antispila voraginella

## Bildgalleri

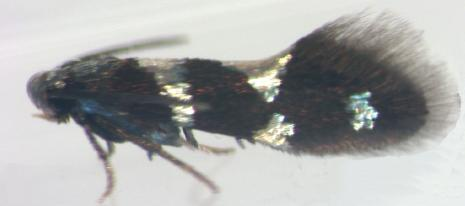
Antispila oinophylla
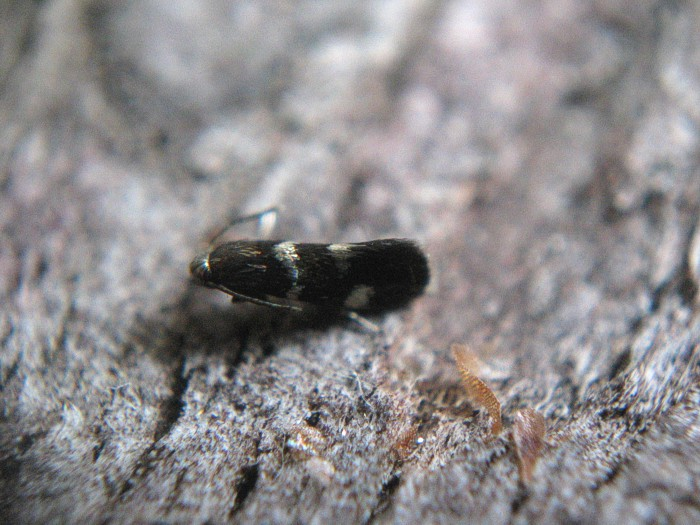
Mindre kornellmal, Antispila petryi
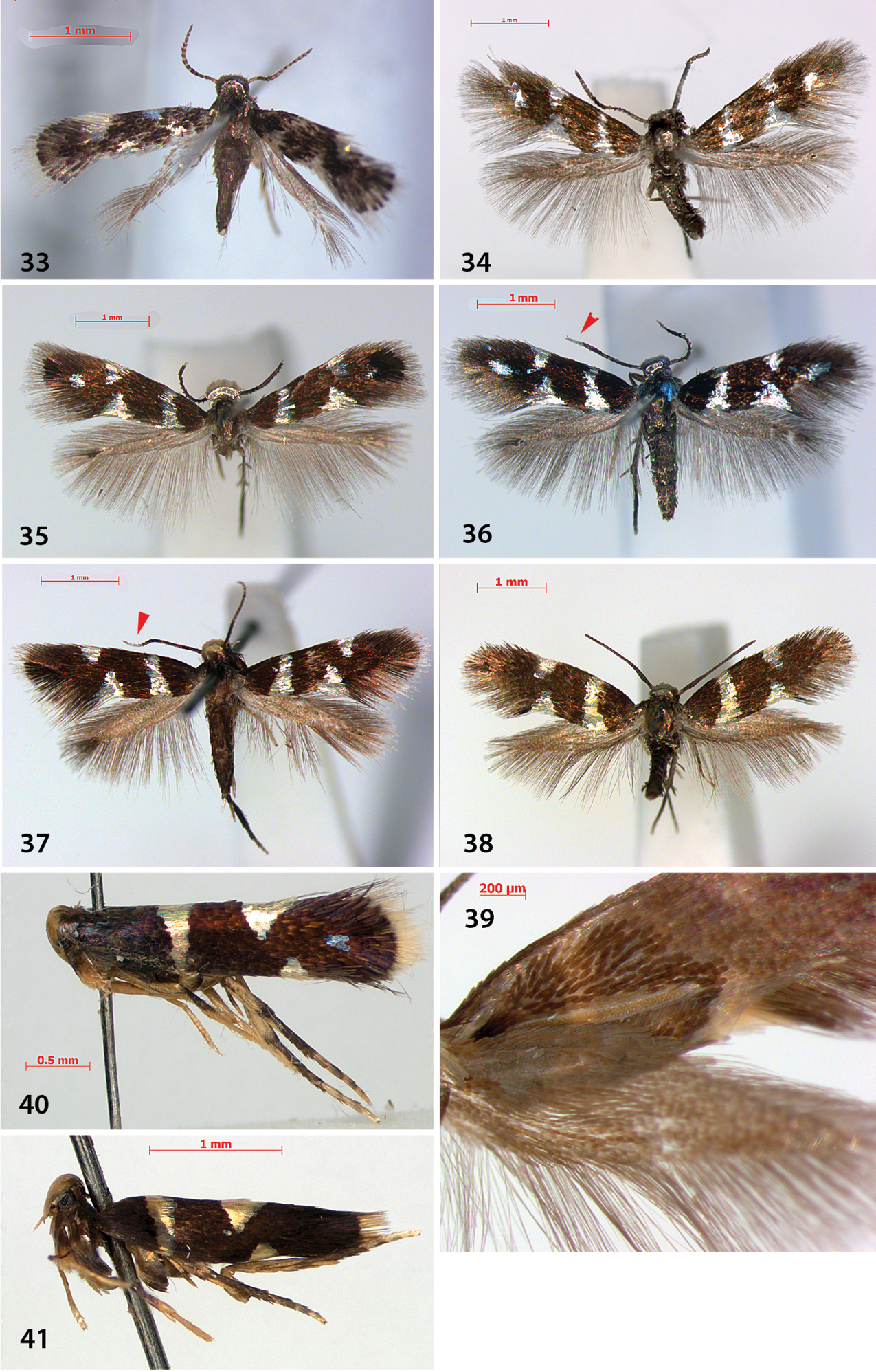
Antispila isabella